# تپه اطراف شهر سوخته ۲۸۴
تپه اطراف شهر سوخته شماره ۲۸۴ در شهرستان زابل، بخش شیب آباد، دهستان لوتک، روستای حومه شهر سوخته، ۱۶ کیلومتری جنوب غربی پایگاه باستان‌شناسی شهر سوخته واقع شده و این اثر در تاریخ ۲۳ بهمن ۱۳۸۵ با شمارهٔ ثبت ۱۷۳۱۰ به‌عنوان یکی از آثار ملی ایران به ثبت رسیده است.